# Italmobiliare
Italmobiliare S.p.A. ist eine börsennotierte italienische Investmentholding mit Sitz in Mailand. Das Unternehmen verwaltet ein diversifiziertes Portfolio von Beteiligungen in verschiedenen Sektoren, darunter Industrie, Konsumgüter und Finanzdienstleistungen. Gegründet 1946, war Italmobiliare über viele Jahre Hauptaktionär der Italcementi-Gruppe, bis der Zementhersteller 2016 an Heidelberg Materials verkauft wurde.

## Geschichte

### Gründung und Expansion
Italmobiliare wurde 1946 als Holdinggesellschaft der Pesenti-Familie gegründet. Sie erwarb 1979 die vollständige Kontrolle über Italcementi, einen führenden italienischen Zementhersteller. In den 1990er-Jahren expandierte Italcementi durch die Übernahme von Ciments Français international und entwickelte sich zu einem der weltweit größten Anbieter von Baustoffen.
Das Kerngeschäft der Holding blieb bis 2016 auf die Baustoffindustrie fokussiert, ergänzt durch strategische Investitionen in verwandte Sektoren wie Energie und Infrastruktur.

### Wandel nach dem Verkauf von Italcementi
Nach dem Verkauf der Italcementi-Gruppe an Heidelberg Materials im Jahr 2016 richtete Italmobiliare seine Strategie neu aus. Die Holding diversifizierte ihr Portfolio und investierte in mittelständische Unternehmen aus den Bereichen Konsumgüter, Finanzdienstleistungen und erneuerbare Energien. Zu den bedeutenden Akquisitionen in den Folgejahren zählen Beteiligungen an Unternehmen wie Tecnica Group (Sportartikel), SIDI (Lebensmittel) und Casa della Salute (Gesundheitsdienstleistungen).

## Geschäftsmodell
Italmobiliare agiert als langfristig orientierter Investor und konzentriert sich auf Unternehmen mit Potenzial für nachhaltiges Wachstum. Die Holding unterstützt ihre Beteiligungen durch Kapitalinvestitionen, Managementexpertise und strategische Beratung.
Das Unternehmen verfolgt eine selektive Investitionsstrategie und priorisiert mittelständische Unternehmen mit starkem Marktpotenzial in Europa, insbesondere in Italien.

## Portfolio
Das Portfolio von Italmobiliare umfasst eine Vielzahl von Unternehmen in unterschiedlichen Sektoren.

### Kernbeteiligungen
Die Kernbeteiligungen (Stand 2024) umfassen:
- Tecnica Group: Italienischer Sportartikelhersteller (Marken wie Nordica, Blizzard und Moon Boot).
- SIDI: Produzent von Lebensmitteln mit Schwerpunkt auf Kaffee und Backwaren.
- Casa della Salute: Dienstleister im Gesundheitswesen mit Fokus auf diagnostische und ambulante Gesundheitsdienste.
- Clessidra SGR: Private-Equity-Fonds mit Schwerpunkt auf mittelständischen italienischen Unternehmen.
- Italgen: Anbieter erneuerbarer Energien, spezialisiert auf Wasserkraftwerke in Italien und erneuerbare Projekte in Europa.

### Finanzielle Minderheitsbeteiligungen
Neben den Kernbeteiligungen hält Italmobiliare Minderheitsbeteiligungen an Unternehmen und Fonds, die in den Bereichen Innovation, Digitalisierung und Nachhaltigkeit tätig sind. Beispiele hierfür sind:
- Beteiligungen an Start-ups in den Bereichen Technologie und Energieeffizienz.
- Fondsinvestitionen mit Fokus auf ESG-konforme Projekte in Europa.

## Finanzielle Kennzahlen

### Umsatz und Gewinn
Im Geschäftsjahr 2023 erzielte Italmobiliare einen konsolidierten Umsatz von 300 Mio. Euro. Der Nettoertrag betrug im gleichen Zeitraum 45 Mio. Euro. Die Gesamtkapitalisierung des Portfolios wurde auf rund 2 Milliarden Euro geschätzt.

### Dividendenpolitik
Italmobiliare verfolgt eine stabile Dividendenpolitik und strebt an, jährlich einen signifikanten Anteil des Gewinns an die Aktionäre auszuschütten. Im Jahr 2023 betrug die Dividende 1,30 Euro je Aktie, eine Steigerung gegenüber dem Vorjahr.

## Aktiengesellschaft

### Aktionärsstruktur
Die Pesenti-Familie hält weiterhin die Mehrheit der Stimmrechte an Italmobiliare. Der Streubesitz umfasst institutionelle und private Investoren. Zu den Hauptinvestoren zählen internationale Fonds und italienische Pensionskassen.

### Börsennotierung
Die Aktien von Italmobiliare sind an der Borsa Italiana im Segment Euronext STAR notiert und werden auch auf internationalen Handelsplattformen gehandelt.

## Leitung
Carlo Pesenti ist seit 2016 Chief Executive Officer (CEO) von Italmobiliare. Der Verwaltungsrat besteht aus unabhängigen Experten und Vertretern der Pesenti-Familie.

## Nachhaltigkeit und ESG-Strategie
Italmobiliare hat sich zu hohen ESG-Standards verpflichtet und fördert nachhaltige Praktiken in seinen Beteiligungen. Maßnahmen umfassen:
- Investitionen in erneuerbare Energien (Italgen),
- Förderung von Umweltstandards in Produktionsprozessen,
- Unterstützung von Bildungsinitiativen in Italien.

Das Unternehmen veröffentlicht regelmäßig Berichte zur Nachhaltigkeit und verfolgt Ziele zur Reduzierung des CO2-Ausstoßes in seinem Portfolio.

## Kritik
Kritiker bemängeln gelegentlich die starke Bindung an die italienische Wirtschaft, die das Unternehmen anfällig für nationale Konjunkturschwankungen macht. Zudem wird die Konzentration auf mittelständische Unternehmen als risikoreich betrachtet.